# Ratera
|  | Per a altres significats, vegeu «Ratera (estri)». |

Ratera és un poble situat al municipi dels Plans de Sió, a la comarca de la Segarra. Està situat a la dreta del Sió entre els termes de Concabella i Sisteró
El poble és d'una estructura que es repeteix en altres pobles del municipi com ara a Pelagalls, les Pallargues i el Canós. Amb el portal a l'entrada s'aconseguia que el poble quedés resguardat de manera que només l'església quedava fora del tancament. A l'entrada del poble, encara es pot veure a la portalada, els golfos de les portes que tancaven el poble. A dins hi ha una plaça empedrada amb un pou i moltes plantes i flors.
L'església de Ratera està dedicada a Sant Llorenç, i ha estat reconstruïda per un veí del poble, i fins i tot al voltant hi ha fet uns jardins.
Als afores del poble podem trobar el Molí de Ratera, o Castell de Ratera, que havia estat part de la baronia de Concabella. Els habitants del castell els trobem entre els pobladors de Lleida anys després de la conquesta d'aquesta ciutat. A partir del s. XVI, els Erill esdevenen els amos del castell de Ratera i van convertir el castell en molí. El molí avui en dia està restaurat, s'han conservat les façanes gòtiques i romàniques, la gran torre i les torretes. Més tard el molí passà a ser col·legiata de Santa Maria de Guissona i es va conservar fins als temps de la desamortització.
Al voltant del poble es poden trobar moltes sitges que eren aixopluc i amagatall en temps de la guerra dels carlistes. Aquestes sitges tenen forma de tenalla i allà s'amagava el blat, coses de valor i fins i tot bestiar.
Per Nadal, al bell mig de la plaça de la vila closa, planten un gran arbre, i cada any el decoren amb motius diferents, i al peu de l'arbre hi fan un pessebre.

## Llegenda de Ratera
El poble de Ratera és una petita vila closa i quan es tancaven les portes totes les cases quedaven a dintre a resguard. Totes menys una, la casa de Pere Sorribes, capitost carlí de la segona carlinada, al que anomenaven el Guerxo de Ratera.
El sobrenom li va sobrevenir de resultes de ser ferit quan enmig d'una batalla estava mirant per l'espitllera d'una església i el van ferir en un ull, que li quedà penjant i ell mateix se'l va acabar d'arrancar. El Guerxo era d'ideal carlí, era un home tant valent que sortia a lluitar amb les seves pròpies armes, que eren un bastó i una espardenya, amb les que esquivava les espases contràries, el bastó al capdamunt era com una porra amb claus de ferrar mules clavats per tot el voltant, una arma perillosa. L'Estat li havia ofert el sou de general, que en aquell temps era de 6 pessetes, a canvi de renunciar al seu ideal carlí, però ell no va acceptar. Però més tard els seus companys el van trair. El Guerxo era un home molt autoritari, i les coses s'havien de fer tal com deia, els companys farts i cansats de lluitar, van decidir matar-lo en el bosc de Senan.